# Max Peinkofer
Max Peinkofer (* 22. September 1891 in Tittling; † 6. Mai 1963 in Zwiesel) war ein deutscher Schriftsteller und Heimatforscher.

## Leben
Peinkofer war das zehnte und letzte Kind des Schmiedes Josef Peinkofer und seiner Ehefrau Maria geb. Moosbauer. Peinkofer besuchte bis 1910 das Lehrerseminar in Straubing und wurde nach der Abschlussprüfung Hilfslehrer in Johanniskirchen und 1914 Schulverweser in Kirchdorf bei Abensberg. Danach leistete er Kriegsdienst im Ersten Weltkrieg. Von 1918 bis 1923 war er Lehrer in Greising bei Deggendorf und von 1923 bis 1928 Schulleiter in Niederalteich. Dann quittierte er den Schuldienst und lebte von da an als freier Schriftsteller und Redakteur der Zeitung Grafenauer Anzeiger. Von 1924 bis zum Verbot 1936 war er Schriftleiter der Passauer Zeitungsbeilage „Heimatglocken“.
Schon vor 1910 erschienen erste heimatkundliche Veröffentlichungen. Sein Theaterstück Das Zauberschloß auf Reschenstein wurde am 13. Juli 1921 im Stadttheater Passau uraufgeführt und 1934 im Reichssender München als Hörspiel gesendet. 1925 kam sein Waldlerspiel vom heiligen Nikolaus in Niederalteich zur Aufführung. Zahlreiche kleinere und größere Veröffentlichungen machten ihn weithin bekannt. Meist handelte es sich um Erzählungen oder Gedichte und heimatkundliche Studien. Peinkofer schrieb nur einen einzigen Roman, Das Pandurenstüberl, der im Bayerischen Wald um 1900 spielt. 1951 wurde er Ehrenbürger von Tittling. 
Max Peinkofer war ab 1942 mit Maria Freundorfer, der Schwester des Augsburger Bischofs Joseph Freundorfer verheiratet, die aber schon 1949 starb. Er ist in Bischofsmais begraben.

## Werke (Auswahl)
- 1921: Das Zauberschloß auf Reschenstein. Passauer Heimatspiel
- 1922: Waldweihnachten. Gedichte und Geschichten aus dem Bayerischen
- 1924: Nikolaus und Klaubauf, Waldweihnachten
- 1934: Der Brunnkorb
- 1946: Die Christkindlsinger. Ein Mettennachtsspiel
- 1947: Nikolaus und Klaubauf. Ein kleines Nikolausspiel
- 1947: Der Brunnkorb. Niederbayrische Heimatbilder
- 1949: Das Pandurenstüberl. Ein Roman aus Niederbayern
- 1954: Emerenz Meier. Lebensbild und Gedichte
- 1959: Hochzeit mit dem Tode. Eine Geschichte aus unseren Tagen
- 1962: Die Fünferlkuh. Heiteres aus Niederbayern